# 佩什 (阿列日省)
佩什（法語：Pech，法語發音：[pɛʃ]）是法国阿列日省的一个市镇，属于富瓦区。

## 地理
佩什（42°46'58"N, 1°41'11"E）面积4.81 平方千米，位于法国奧克西塔尼大區阿列日省，该省份为法国西南部内陆省份，西部和北部与上加龙省接壤，东临奥德省，东南至东比利牛斯省接壤，南与安道尔和西班牙接壤。
与佩什接壤的市镇（或旧市镇、城区）包括：阿尔比耶斯、阿斯通、莱卡巴讷、凡尔登堡。

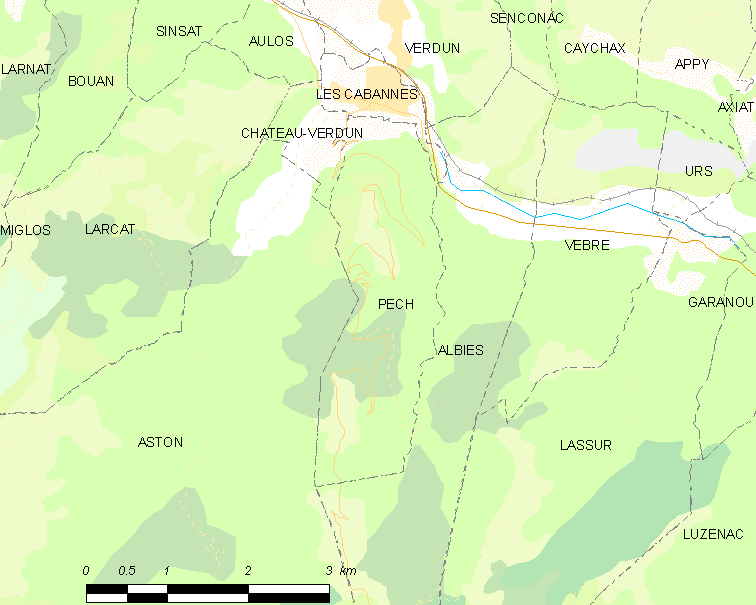
的OSM定位图

佩什的时区为UTC+01:00、UTC+02:00（夏令时）。

## 行政
佩什的邮政编码为09310，INSEE市镇编码为09226。

## 政治
佩什所属的省级选区为上阿列日县。

## 人口

1962-2008年间人口变化图示

佩什于2022年1月1日时的人口数量为37人。